# 1961 في المملكة المتحدة
فيما يلي قوائم الأحداث التي وقعت خلال عام 1961 في المملكة المتحدة.

## سياسة

### تعيين في المنصب
- 2 نوفمبر – جيمس كالاهان وزير ظل الدولة الخزانة [الإنجليزية]‏.
- 2 نوفمبر – هارولد ويلسون وزير ظل الدولة للخارجية [الإنجليزية]‏.

### انتهاء فترة المنصب
- 2 نوفمبر – هارولد ويلسون وزير ظل الدولة الخزانة [الإنجليزية]‏.

## رياضة
- 1 يناير – بطولة ويمبلدون 1961

## ظهور
- 1 يناير – الحصان الأشهب رواية من تأليف أجاثا كريستي.

## أفلام
من الأفلام التي صدرت هذه السنة في المملكة المتحدة:
- 1 يناير – لقد قالت الجريمة من إخراج جورج بولوك.
- 27 أبريل – أسلحة نافارون من إخراج جيه. لي تومسون.

## كتب
من الكتب التي صدرت هذه السنة في المملكة المتحدة:
- 1 يناير – الخطيئة المزدوجة وقصص أخرى من تأليف أجاثا كريستي.
- 6 نوفمبر – الحصان الأشهب من تأليف أجاثا كريستي.

## مواليد

### يناير
- 1 يناير – جون بيترز محاضر تحفيزي من المملكة المتحدة.
- 1 يناير – فيونا فيليبس
- 1 يناير – كريس ريان
- 4 يناير – غراهام مكتافيش
- 8 يناير – كيث أركيل لاعب شطرنج من المملكة المتحدة.
- 18 يناير – بيتر بيردسلي لاعب كرة قدم إنجليزي.
- 20 يناير – غيري غري

### فبراير
- 1 فبراير – جون بيرن لاعب كرة قدم أيرلندي.

### مارس
- 3 مارس – بيري مكارثي
- 3 مارس – فاطمة ويتبريد
- 12 مارس – جو جيمس لاعب كرة قدم من الولايات المتحدة الأمريكية.
- 26 مارس – ويليام هيغ سياسي بريطاني.

### أبريل
- 1 أبريل – سوزان بويل مغنية بريطانية.
- 5 أبريل – اندريا أرنولد
- 9 أبريل – ايفون مكجريجور درّاجة طريق من المملكة المتحدة.
- 9 أبريل – ميك كينيدي لاعب كرة قدم إنجليزي.
- 14 أبريل – روبرت كارليل
- 19 أبريل – كيفن ويلسون لاعب كرة قدم أيرلندي شمالي.
- 24 أبريل – أندرو موريسون سياسي بريطاني.

### مايو
- 2 مايو – ستيفن دالدري
- 3 مايو – جون ماتيسون مصوّر سينمائي من المملكة المتحدة.
- 3 مايو – ستيف ماكلارين لاعب ومدرب كرة قدم إنجليزي.
- 11 مايو – مارك كايلور ملاكم من المملكة المتحدة.
- 14 مايو – تيم روث ممثل إنجليزي.
- 20 مايو – كليف ألين لاعب كرة قدم.
- 26 مايو – مايكل بيتس سياسي من المملكة المتحدة.

### يونيو
- 14 يونيو – بوي جورج
- 15 يونيو – ديف مكولي
- 24 يونيو – إيان غلين
- 25 يونيو – ريكي جيرفيه كوميديان إنجليزي وممثل ومنتج ومخرج وموسيقي وكاتب ومقدم إذاعي سابق.

### يوليو
- 1 يوليو – ديانا أميرة ويلز
- 1 يوليو – مالكولم إليوت درّاج طريق من المملكة المتحدة.
- 4 يوليو – ريتشارد غاريوت رائد فضاء أمريكي.
- 9 يوليو – براين أندرسون
- 18 يوليو – آلان باردو لاعب ومدرب كرة قدم إنجليزي.
- 19 يوليو – نيال ماكنزي متسابق دراجات نارية من المملكة المتحدة.
- 24 يوليو – كيري ديكسون لاعب كرة قدم إنجليزي.
- 31 يوليو – فرانك غاردنر صحفي من المملكة المتحدة.

### أغسطس
- 5 أغسطس – جانيت مكتير ممثلة بريطانية.
- 16 أغسطس – أنجيلا سميث سياسية بريطانية.
- 20 أغسطس – ستيف مكماهون لاعب كرة قدم إنجليزي.
- 24 أغسطس – تومي ويلسون لاعب كرة قدم اسكتلندي.
- 24 أغسطس – جاريد هاريس ممثل بريطاني.

### سبتمبر
- 3 سبتمبر – نيك براون لاعب كرة مضرب بريطاني.
- 10 سبتمبر – يان ستيوارت لاعب كرة قدم أيرلندي شمالي.
- 15 سبتمبر – كولين ماكفارلين ممثل بريطاني.
- 22 سبتمبر – ليام فوكس
- 29 سبتمبر – جوليا غيلارد

### أكتوبر
- 9 أكتوبر – جوليان بيلي سائق فورمولا 1 من المملكة المتحدة.
- 20 أكتوبر – إيان راش لاعب كرة قدم ويلزي.
- 21 أكتوبر – نيل بوكانن
- 27 أكتوبر – جوانا سكانلان ممثلة من المملكة المتحدة.

### نوفمبر
- 1 نوفمبر – نيكي غريست سائق رالي من المملكة المتحدة.
- 7 نوفمبر – مارك هاتيلي لاعب ومدرب كرة قدم إنجليزي.
- 8 نوفمبر – ميكي ادامز
- 13 نوفمبر – أليكس وليامز لاعب كرة قدم بريطاني.
- 16 نوفمبر – فرانك برونو ملاكم من المملكة المتحدة.
- 18 نوفمبر – ستيفن موفات
- 20 نوفمبر – دايف واتسون
- 27 نوفمبر – سامانثا بوند ممثلة بريطانية.
- 28 نوفمبر – مارتن كلونيس

### ديسمبر
- 1 ديسمبر – جيرمي نورثام ممثل بريطاني.
- 5 ديسمبر – ألان ديفيز لاعب كرة قدم ويلزي.
- 11 ديسمبر – ستيف نيكول لاعب كرة قدم اسكتلندي.
- 13 ديسمبر – هاري جريجسون ويليامز ملحن بريطاني.
- 19 ديسمبر – غراهام كينج منتج أفلام بريطاني.
- 20 ديسمبر – كيث براون سياسي من المملكة المتحدة.
- 26 ديسمبر – جون لينش

## وفيات

### مارس
- 25 مارس – آرثر دريوري (مواليد 1891)

### أبريل
- 2 أبريل – ستيفن هوبهاوس (مواليد 1881)
- 7 أبريل – فانيسا بيل (مواليد 1879) فنانة بريطانية.
- 14 أبريل – هاري ريان (مواليد 1893) درّاج طريق من المملكة المتحدة.

### مايو
- 23 مايو – بيرسي لورين (مواليد 1880) دبلوماسي بريطاني.
- 23 مايو – فرانك روبرتس (مواليد 1893) لاعب كرة قدم إنجليزي.

### أغسطس
- 8 أغسطس – غودفري هربرت (مواليد 1884)
- 25 أغسطس – موريس ترافرز (مواليد 1872) كيميائي من المملكة المتحدة.

### سبتمبر
- 10 سبتمبر – إرنست باين (مواليد 1884) لاعب كرة قدم إنجليزي.
- 14 سبتمبر – ألف ووكر (مواليد 1887) لاعب كرة قدم من المملكة المتحدة.

### نوفمبر
- 1 نوفمبر – آرثر مانيرينغ تيندال (مواليد 1881)
- 25 نوفمبر – جورج ويلسون (مواليد 1892)